# Jonathan Tuffey
Jonathan „Jonny“ Tuffey (* 20. Januar 1987 in Banbridge) ist ein nordirischer Fußballtorhüter.

## Karriere

### Verein
Jonathan Tuffey lernte das Fußballspielen in der Jugend von Coventry City als Torhüter. Nachdem er bei den Sky Blues, wie der Verein in England genannt wird, kein einziges Pflichtspiel absolvierte, unterschrieb er Ende Mai 2006 einen Vertrag beim schottischen Verein Partick Thistle. Während er in der Saison 2006/07 noch als Ersatz hinter dem langjährigen Stammtorhüter Kenny Arthur anstehen musste und nur wenige Einsätze erhielt, stieg er nach dessen Wechsel zu Accrington Stanley zum Stammtorhüter des Teams auf. In der darauffolgenden Spielzeit absolvierte Tuffey 33 Ligaspiele für Partick und belegte mit dem Team den 6. Rang in der First Division. In der Spielzeit 2008/09 bestritt er alle 36 Partien der First Division und schloss die Saison auf dem zweiten Rang ab. Auch in der Saison 2009/10 war Tuffey weiterhin Stammspieler im Tor der Thistle.
Nachdem er im Juli 2010 ein neues Vertragsangebot von Partick Thistle abgelehnt hatte, entschied sich der Torhüter kurz darauf den Verein zu verlassen und bei Inverness Caledonian Thistle einen auf zwei Jahre befristeten Vertrag zu unterzeichnen. Nach Stationen in Inverness und beim FC St. Johnstone 2013 kehrte er in seine Heimat Nordirland zurück, wo er sich dem FC Linfield anschloss.

### Nationalmannschaft
Jonathan Tuffey durchlief ab der U-17 alle Jugendnationalmannschaften Nordirlands. Es gab sein Debüt für die U-21 Auswahl am 14. November 2006 in der Partie gegen Deutschland. Nach 13 Spielen für die U-21 Nordirlands, debütierte er am 19. November 2008 für das nordirische Fußballnationalteam. Die Partie gegen Ungarn ging mit 0:2 verloren. Weiters stand er in den Partien gegen Italien am 6. Juni 2009 (0:3) und am 12. August 2009 gegen Israel (1:1) zwischen den Pfosten.